# Regelbeispiel
Im deutschen Strafrecht spricht man von Regelbeispielen, wenn zu einem Delikt beispielhaft Fälle aufgezählt werden, bei denen „in der Regel“ ein strafschärfender, „besonders schwerer Fall“ oder aber ein strafmindernder, „minder schwerer Fall“ vorliegt. Anders als die Qualifikation, die als speziellerer Straftatbestand den Grundtatbestand verdrängt, beeinflusst das Regelbeispiel demnach nur die Strafzumessung. Man spricht daher auch von einer „Strafzumessungsregel“.

## Definition und begriffliche Abgrenzung
Regelbeispiele stellen eine gesetzliche Normierung von minder schweren oder besonders schweren Fällen eines Grunddelikts dar. Diese besonders schweren oder minder schweren Fälle stellen keine Qualifikationen dar, sondern sind nur auf der Ebene des Strafmaßes zu berücksichtigen.

## Beispiel

### Besonders schwerer Fall des Diebstahls
Ein klassisches Beispiel für einen besonders schweren Fall, der mit Regelbeispielen versehen ist, ist der besonders schwere Fall des Diebstahls:
Beispiel (§ 242 Abs. 1 StGB – Diebstahl):
Wer […] wird mit Freiheitsstrafe bis zu fünf Jahren oder mit Geldstrafe bestraft.
In besonders schweren Fällen wird der Diebstahl mit Freiheitsstrafe von drei Monaten bis zu zehn Jahren bestraft. Ein besonders schwerer Fall liegt in der Regel vor, wenn der Täter
1. […]
2. […]
3. […] (§ 243 Abs. 1 StGB – Besonders schwerer Fall des Diebstahls)
Hier ist nicht nur der Strafrahmen im Vergleich zum einfachen Diebstahl erhöht, sondern in den einzelnen Ziffern sind die Voraussetzungen, die für ein Regelbeispiel zutreffen müssen, so ausführlich und konkret umschrieben, dass man sie wie Tatbestandsmerkmale prüfen kann.

## Funktion und Wirkung

### Indizwirkung/Regelwirkung
Regelbeispiele sind somit weder zwingend noch abschließend. Sie greifen, wie der Name schon sagt, nur „in der Regel“ ein, indizieren also nur den besonders schweren bzw. minder schweren Fall („Indizwirkung“/„Regelwirkung“). Es spricht also bei Vorliegen eines Regelbeispiels nur eine widerlegbare Vermutung dafür, dass ein minder schwerer Fall bzw. ein besonders schwerer Fall vorliegt.
Das Gericht kann also trotz Vorliegens eines dem Regelbeispiel entsprechenden Sachverhalts den besonders schweren / minder schweren Fall verneinen, weil etwa besondere Umstände vorliegen, die der Gesetzgeber nicht bedacht hat. Wenn ein Regelbeispiel vorliegt, bedarf die Annahme eines minder schweren Falls bzw. eines besonders schweren Falls in der Regel aber keiner (anderen) besonderen Begründung.

### Gegenschlusswirkung
Wenn ein Regelbeispiel gerade nicht vorliegt, so spricht eine widerlegbare Vermutung gegen eine Strafmilderung bzw. Strafverschärfung; es handelt sich um einen klassischen Gegenschluss.

### Analogiewirkung
Regelbeispiele entfalten auch eine Analogiewirkung:
Wenn bei einem Delikt zwar keines der Regelbeispiele vorliegt, der Fall aber im Schuld- oder Unrechtsgehalt mit einem solchen vergleichbar ist, so handelt es sich um einen sogenannten unbenannten besonders schweren bzw. minder schweren Fall.
Dem Argument, es würde damit gegen das Analogieverbot verstoßen, wird Folgendes entgegengehalten: Regelbeispiele seien zwar meist tatbestandsähnlich gefasst, stellten aber keine echten Tatbestandsmerkmale dar; als reine Strafzumessungsregeln hätten sie zwar Einfluss auf die Strafzumessung, nicht aber auf die Strafbarkeit an sich. Die Regelbeispielstechnik wirke sich auf die Rechtssicherheit positiv aus, da die Ausformulierung von Beispielen den Richtern Anhaltspunkte dafür gebe, was als minder schwerer bzw. besonders schwerer Fall anzusehen sei.
Daher ist die Auslegung des Tatbestandsmerkmales „besonders schwerer Fall des Diebstahls“ in § 243 Abs. 1 Satz 1 StGB durch vergleichende Anwendung der vom Gesetzgeber ausdrücklich benannten Regelbeispiele für besonders schwere Fälle in § 243 Abs. 1 Satz 2 StGB zulässig.

### Erfordernis einer Gesamtwürdigung
Trotz der oben genannten Wirkungen ist es nach herrschender Meinung im Rahmen einer Gesamtwürdigung zu beurteilen, ob ein besonders schwerer (erg.: oder besonders leichter) Fall vorliegt. Besonders zu berücksichtigen sind dabei die Umstände, die das Vorliegen der Regelbeispiele begründen.
Nach dem Bundesgerichtshof gilt: „Für die Entscheidung der Frage, ob ein besonders schwerer Fall vorliegt, kommt es darauf an, ob das gesamte Tatbild nach einer Gesamtwertung aller objektiven, subjektiven und die Persönlichkeit des Täters betreffenden Umstände, die der Tat selbst innewohnen oder die sonst im Zusammenhang mit ihr stehen, vom Durchschnitt der erfahrungsgemäß vorkommenden Fälle in einem Maße abweicht, daß die Anwendung des höheren Strafrahmens geboten erscheint […]. Die für die Bewertung wesentliche Richtlinie bilden dabei die gesetzlichen Regelbeispiele, die keinen abschließenden Katalog darstellen, denen aber eine maßstabbildende Bedeutung zukommt.“ Hierbei „kann die Indizwirkung des Regelbeispiels durch besondere strafmildernde Umstände entkräftet werden, die für sich allein oder in ihrer Gesamtheit so schwer wiegen, dass die Anwendung des Strafrahmens für besonders schwere Fälle unangemessen erscheint“. Dabei müssen auch solche Umstände zur Verneinung eines besonders schweren Falles trotz Vorliegen eines Regelbeispiels berücksichtigt werden, die zu einem vertypten Strafmilderunggrund (wie zum Beispiel Täter-Opfer-Ausgleich) gehören.

## Beurteilung
Weil Regelbeispiele somit flexibler als qualifizierte Delikte sind, ist die Regelbeispielstechnik beim Gesetzgeber immer beliebter geworden. Insbesondere der E 1962 hatte hier Vorbildfunktion. So sind heute viele ehemals selbständige Tatbestände nur noch Regelbeispiele (so etwa die Vergewaltigung in § 177 Abs. 6 S. 2 Nr. 1 StGB als Regelbeispiel für einen besonders schweren Fall der sexuellen Nötigung/des sexuellen Übergriffs).
Allerdings wird der weite Entscheidungsspielraum des Richters auch kritisiert. Der möglicherweise höheren Einzelfallgerechtigkeit stehe ein geringerer Einfluss des Gesetzgebers gegenüber. Teils wird in der Regelbeispielstechnik sogar ein Verstoß gegen das Bestimmtheitsgebot gesehen. Das Bundesverfassungsgericht hat dies allerdings bereits 1977 in einer Entscheidung (BVerfGE 45, S. 363) abgelehnt. Jedoch hat das Bundesverfassungsgericht auch in einer neueren Entscheidung verboten, ein Auto als Waffe im Sinne eines Regelbeispiels anzusehen. Das Bestimmtheitsgebot hat also grundsätzlich auch für Regelbeispiele Geltung. Andererseits führen die konkretisierenden Regelbeispiele jedenfalls zu größerer Rechtssicherheit als besonders schwere / minder schwere Fälle ohne Regelbeispiele, die es schon immer gab und auch heute noch gibt. Das Vorliegen eines (sonstigen) besonders schweren Falles ist aber unter Berücksichtigung der Gesamtwürdigung der Tat und Täterpersönlichkeit zu prüfen. Dann gilt mit den Worten des Bundesverfassungsgerichts: „Zur Bestimmtheit der Norm trägt es […] bei, wenn der Gesetzgeber Beispiele nennt, die zusätzliche Hinweise dafür geben, unter welchen Voraussetzungen ein besonders schwerer Fall in der Regel vorliegt.“ Somit sind die Regelbeispiele ein Kompromiss zwischen der Rechtssicherheit der tatbestandlichen Qualifikationen und der Einzelfallgerechtigkeit der unbenannten Strafschärfungs- / Strafminderungsgründe.

## Anwendbarkeit der Regeln des Allgemeinen Teils
Schwierigkeiten bereitet mitunter die Tatsache, dass der Gesetzgeber zwar zahlreiche Regelbeispiele im Besonderen Teil des Strafgesetzbuchs eingeführt hat, aber keine allgemeinen Regelungen dieser Technik normiert hat. Die Regeln des Allgemeinen Teils des Strafgesetzbuches sind allerdings nicht auf Strafzumessungsregeln, sondern auf Straftatbestände ausgelegt. Da die Regelbeispiele jedoch wiederum tatbestandsähnlich ausgestaltet sind, stellt sich jeweils die Frage nach der Anwendbarkeit der Regeln des Allgemeinen Teils.

### Vorsatz
Allgemein anerkannt ist, dass der Täter vorsätzlich handeln muss, obwohl § 15 StGB unmittelbar nicht anwendbar ist. Auch § 16 StGB (Tatbestandsirrtum) wird analog angewandt.

### Versuch
Für den Versuchsbeginn kommt es auf das unmittelbare Ansetzen zum Grunddelikt an.
Sehr umstritten sind dagegen Probleme, die bei den Regelbeispielen im Zusammenhang mit dem Versuch im Bereich der Strafzumessung entstehen. Es stellt sich die Frage, ob und unter welchen Voraussetzungen sich jemand wegen eines Versuchs eines besonders schweren Falles, insbesondere in Form des Versuchs eines Regelbeispiels, strafbar machen kann.
Da es sich bei Regelbeispielen nach überwiegender Ansicht gerade nicht um Qualifikationstatbestände, sondern um reine Strafzumessungsregeln handelt, lehnt eine Ansicht den Versuch von Regelbeispiel generell ab.
Eine andere Ansicht erachtet den Versuch von Regelbeispielen insoweit unbeschränkt für zulässig, als der Versuch des Regelbeispiels zugleich ein unmittelbares Ansetzen zum Grunddelikt darstellt. Hier eröffnen sich mehrere Fallgruppen, die sich dadurch unterscheiden, ob das Regelbeispiel verwirklicht wurde oder nicht.
- Ist das Grunddelikt vollendet, das Regelbeispiel aber nur versucht, so bleibt es einer Ansicht nach bei einer Strafbarkeit wegen des vollendeten Grunddelikts. Eine Strafbarkeit wegen eines Versuches eines besonders schweren Falles scheide aus, denn das Regelbeispiel kann seine Indizwirkung für das Vorliegen eines besonders schweren Falles des Grunddelikts nur dann entfalten, wenn das Regelbeispiel voll verwirklicht ist. Beispiel: Jemand will Geld entwenden und dafür einen Tresor knacken, aber dieser ist überraschenderweise unverschlossen.[24] Nach einer in der Rechtsprechung vertretenen Ansicht wäre jedoch das Vorliegen eines unbenannten besonders schweren Falles zu prüfen.[25]
- Ist das Regelbeispiel vollendet, das Grunddelikt aber nur versucht, so kommt die Indizwirkung des Regelbeispiels zum Tragen und der Täter ist wegen des Versuchs des Grunddelikts in einem besonders schweren Fall strafbar.[26] Beispiel: Jemand knackt einen Tresor, um Geld zu entwenden, der Tresor ist aber leer.[24]
- Ist weder das Grunddelikt noch das Regelbeispiel vollendet, hat der Täter aber zu beidem unmittelbar angesetzt, so entfällt nach herrschender Meinung die Indizwirkung des Regelbeispiels. Es liegt nach einer Ansicht nur der Versuch des Grunddelikts vor.[24] Beispiel: Der Täter will den Tresor knacken, er ist aber leer und steht offen.[24] Nach einer in der Rechtsprechung vertretenen Ansicht soll jedoch hier ein unbenannter besonders schwerer Fall in Frage kommen.[27]